# 1811
1811 (MDCCCXI) byl rok, který dle gregoriánského kalendáře započal úterým.

## Události
Automatický abecedně řazený seznam viz Kategorie:Události roku 1811
- 20. února – V Rakouském císařství došlo ke státnímu bankrotu.
- 14. května – Paraguay získala nezávislost na Španělsku.
- 16. května – Britská armáda zvítězila nad francouzskou v bitvě u Albuery.
- 5. července – Venezuela vyhlásila nezávislost na Španělsku.
- 7. listopadu – bitva u Tippecanoe, Američané rozdrtili hlavní vojsko Tecumsehovy indiánské unie
- Fulbové dokončili obsazení v hauských států v severní Nigérii.
- Na Hradčanském náměstí v Praze byl dostavěn Salmovský palác.

### Probíhající události
- 1803–1815 – Napoleonské války
- 1804–1813 – Rusko-perská válka
- 1804–1813 – První srbské povstání
- 1806–1812 – Rusko-turecká válka
- 1806–1814 – Kontinentální blokáda
- 1808–1814 – Španělská válka za nezávislost
- 1810–1821 – Mexická válka za nezávislost

## Vědy a umění
- 25. března – Francouzský astronom Honoré Flaugergues objevil tzv. Velkou kometu C/1811 F1.
- Francouzský chemik Bernard Courtois objevil chemický prvek jod.
- Švédský chemik Jöns Jacob Berzelius vyvinul systém označení chemických prvků.
- Německý geolog a mineralog Friedrich Mohs vytvořil Mohsovu stupnici tvrdosti.
- Anglická spisovatelka Jane Austenová vydala román Rozum a cit.

## Narození

### Česko

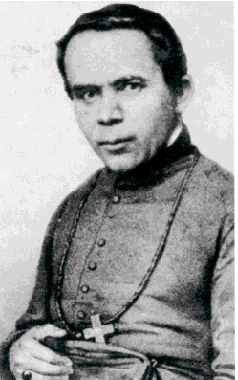
Jan Nepomuk Neumann (* 28. března)

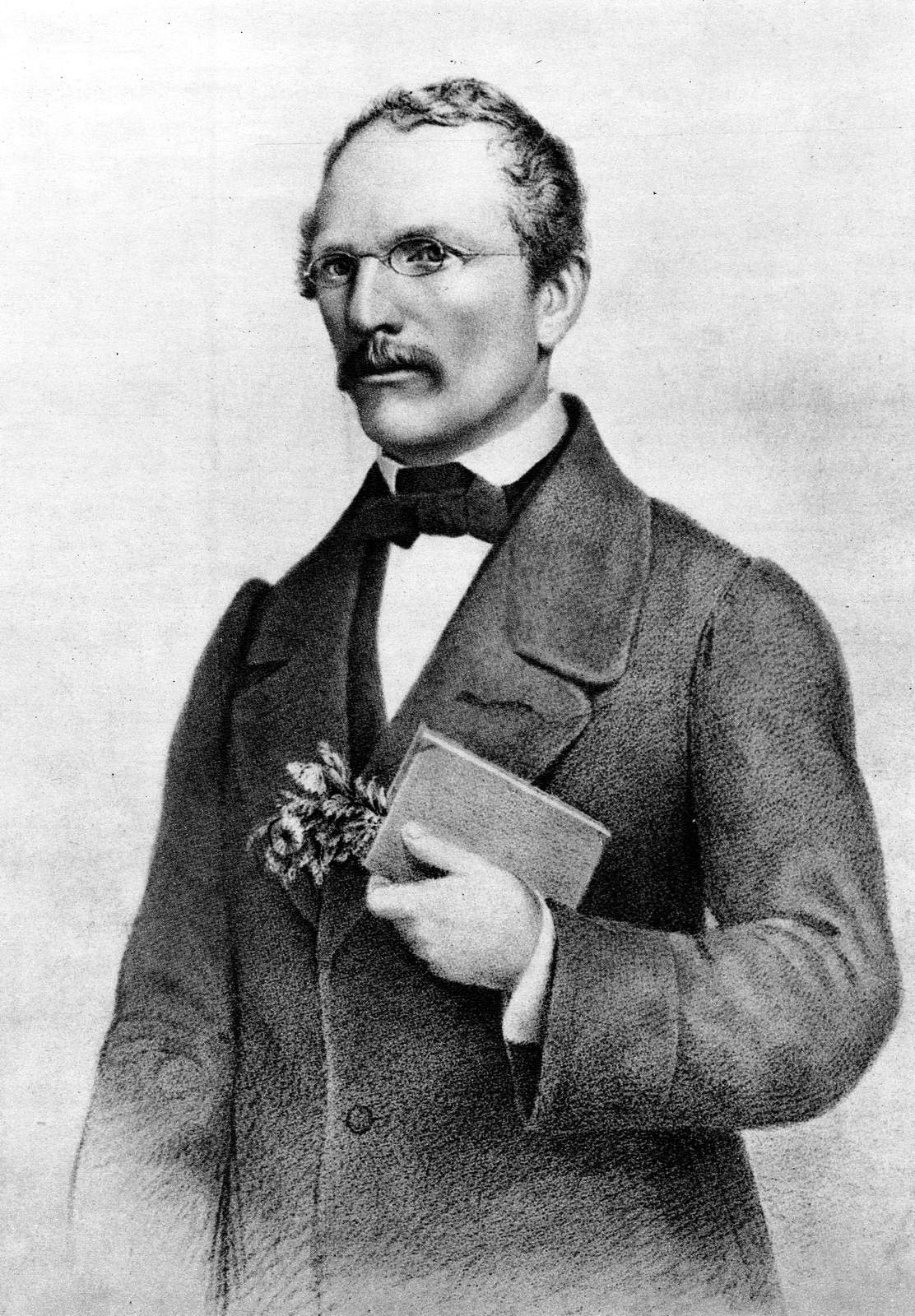
Karel Jaromír Erben (* 7. listopadu)

- 17. ledna – Ferdinand Pischelt, sochař († 24. února 1852)
- 29. ledna – František Pluskal Moravičanský, lékař, přírodovědec historik a spisovatel († 29. března 1900)
- 4. února – Matěj Procházka, vlastenecký kněz, autor prací z církevních dějin a sociální nauky církve († 26. listopadu 1889)
- 9. března – Marie Čacká, spisovatelka († 18. března 1882)
- 28. března
  - Jan Křtitel Drbohlav, kněz, skladatel, překladatel, pedagog, básník, teolog, historik († 24. června 1877)
  - Jan Nepomucký Neumann, misionář († 5. ledna 1860)
- 4. dubna – Jan Pravoslav Přibík, učitel a spisovatel († 19. října 1893)
- 5. dubna – Franz Herrmann, poslanec Českého zemského sněmu († 16. února 1892)
- 7. dubna – Lev Thun-Hohenstein, politik († 17. prosince 1888)
- 1. května – Filip Stanislav Kodym, lékař, přírodovědec, odborný spisovatel, novinář a politik († 4. října 1884)
- 8. května – Jan Nepomuk Řehák, kanovník Katedrální kapituly u sv. Štěpána v Litoměřicích († 18. května 1901)
- 23. května – František Václav Karlík, kantor a hudební skladatel († 9. září 1889)
- 2. června – Jan Váňa, objevitel uhlí na Kladensku († 27. června 1864)
- 4. srpna – Jakub Malý, buditel a spisovatel († 7. března 1885)
- 20. srpna – František Nečásek, spisovatel († 8. září 1889)
- 29. srpna – Václav Filípek, buditel († 27. května 1863)
- 30. srpna – Ferdinand Heidler starší, poslanec Říšské rady a Moravského zemského sněmu, starosta Jemnice († 12. února 1880)
- 10. září – Jan Nepomuk František Desolda, kněz a obrozenec († 8. února 1885)
- 15. září – Jan Nepomuk Škroup, hudební skladatel († 5. května 1892)
- 20. září – Georg Huscher, podnikatel a politik německé národnosti († 20. srpna 1880)
- 8. října – Antonín Zvěřina, poslanec Českého zemského sněmu, starosta Jičína († 25. dubna 1885)
- 12. října – Jan z Valeru, profesor lékařské fakulty UK v Praze († 17. října 1880)
- 7. listopadu – Karel Jaromír Erben, spisovatel, básník († 21. listopadu 1870)
- 11. listopadu – Franz Wozelka, podnikatel a politik († asi 1873)
- ? – Abraham Benisch, hebraista a novinář († 31. července 1878)
- ? – Josef Stanislav Menšík, spisovatel, sběratel pohádek († 6. února 1863)
- ? – František Švestka, advokát a politik († 19. září 1869)

### Svět

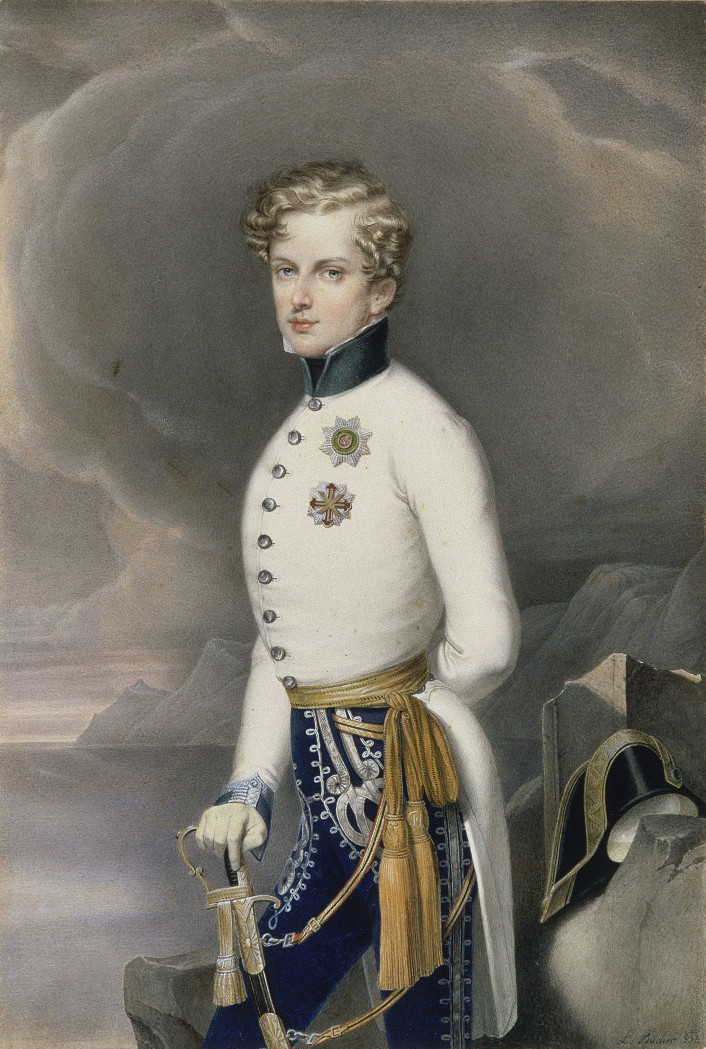
Napoleon II. (* 20. března)

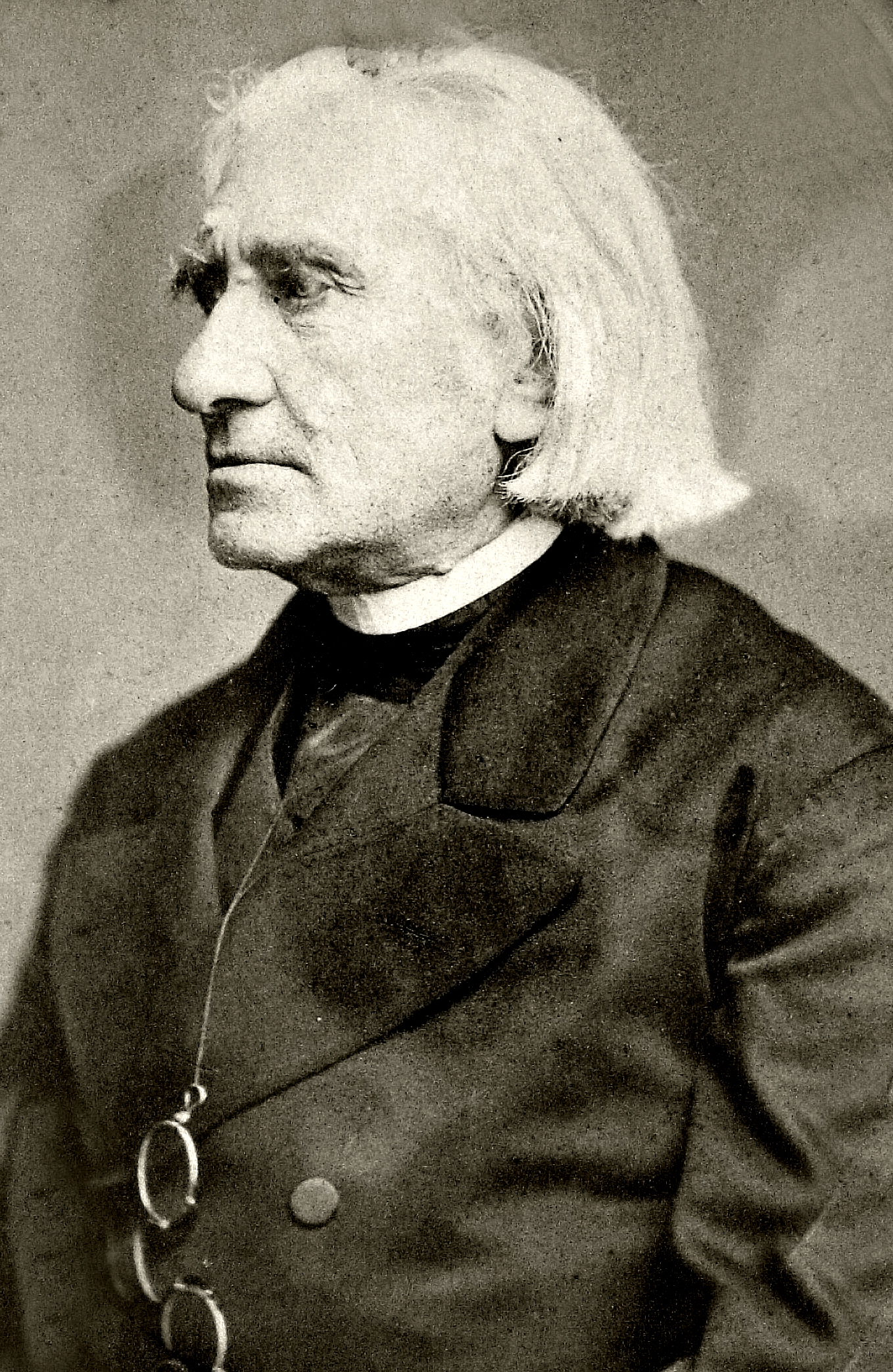
Ferenc Liszt (* 22. října)

- 15. ledna – Giuseppe Cafasso, italský kněz prohlášený za svatého († 23. června 1860)
- 2. února – Aristide Cavaillé-Coll, francouzský varhanář († 13. října 1899)
- 3. února – Horace Greeley, americký politik († 29. listopadu 1872)
- 4. února – Petr Julián Eymard, francouzský kněz prohlášený za svatého († 1. srpna 1868)
- 12. února – Karol Heiller, bratislavský kazatel a titulární biskup († 24. března 1889)
- 13. února – François Achille Bazaine, francouzský maršál († 23. září 1888)
- 27. února – Robert Turnbull Macpherson, skotský fotograf († 17. listopadu 1872)
- 9. března – Ernst Julius Hähnel, německý sochař († 22. května 1891)
- 11. března – Urbain Le Verrier, francouzský matematik († 23. září 1877)
- 12. března – Albert Sands Southworth, americký fotograf († 3. března 1894)
- 20. března
  - Napoleon II., syn Napoleona I. († 22. července 1832)
  - George Caleb Bingham, americký malíř († 7. července 1879)
- 26. března – Konstantin von Höfler, německý historik († 29. listopadu 1897)
- 30. března – Robert Wilhelm Bunsen, německý chemik, vynálezce Bunsenova kahanu († 16. srpna 1899)
- 5. dubna – Jules Dupré, francouzský malíř († 6. října 1889)
- 21. dubna – Johann Christian Ferdinand Höfer, německo-francouzský lékař a spisovatel († 4. května 1878)
- 1. května – Ignaz Kuranda, rakouský spisovatel, novinář a politik († 3. dubna 1878)
- 5. května – John William Draper, americký přírodovědec a historik († 4. ledna 1882)
- 22. května – Leopold Löw, maďarský rabín († 13. října 1875)
- 28. května – Paul Jean Flandrin, francouzský malíř († 8. března 1902)
- 5. června – Luisa Amélie Bádenská, bádensko-švédská princezna († 19. července 1854)
- 11. června – Vissarion Grigorjevič Bělinskij, ruský literární kritik, estetik, radikální demokrat († 7. června 1848)
- 14. června – Saliha Sultan, osmanská princezna a dcera sultána Mahmuda II. († 19. února 1843) 
  - Antoni Norbert Patek, polskošvýcarský hodinář († 1. března 1877)
  - Harriet Beecher Stoweová, americká spisovatelka († 1. července 1896)
- 16. června
- 18. července – William Makepeace Thackeray, britský spisovatel († 24. prosince 1863)
- 3. srpna – Wilhelm Hanstein, německý šachový mistr († 14. října 1850)
- 5. srpna – Ambroise Thomas, francouzský operní skladatel období romantismu († 12. února 1896)
- 23. srpna – Auguste Bravais, francouzský přírodovědec († 30. března 1863)
- 30. srpna – Théophile Gautier, francouzský básník a spisovatel († 23. října 1872)
- 7. září – Karel Antonín Hohenzollernský, německý kníže a politik († 2. června 1885)
- 11. září – Johann Carl Hickel, rakouský dramatik a novinář († 28. září 1855)
- 12. září – Max Haushofer, německý malíř († 24. srpna 1866)
- 22. září – Michal Miloslav Hodža, slovenský buditel († 26. března 1870)
- 30. září – Augusta Sasko-Výmarská, pruská královna a německá císařovna († 7. ledna 1890)
- 10. října – William Brydon, britský chirurg († 20. března 1873)
- 22. října – Ferenc Liszt, hudební skladatel († 31. července 1886)
- 24. října
  - Ferdinand Hiller, německý hudební skladatel († 11. května 1885)
  - Friedrich Anton Wilhelm Miquel, německo-nizozemský botanik († 23. ledna 1871)
- 25. října
  - Évariste Galois, francouzský matematik († 31. května 1832)
  - C. F. W. Walther, německý teolog († 17. května 1887)
- 27. října – Isaac Merritt Singer, americký vynálezce († 23. července 1875)
- 29. října – Louis Blanc, francouzský politik a historik († 6. prosince 1882)
- 24. listopadu – Ditlev Gothard Monrad, dánský politik a biskup († 28. března 1887)
- 28. listopadu – Maxmilián II. Bavorský, bavorský král († 10. března 1864)
- ? – Claude-Marie Ferrier, francouzský fotograf († 1889)

## Úmrtí

### Česko
- 19. března – František Adam Míča, hudební skladatel (* 11. ledna 1746)
- 8. srpna – František Xaver Lederer, pražský kamenosochař období neoklasicismu (* 15. června 1758)
- 12. září – Antonín Theodor Colloredo-Waldsee, první arcibiskup olomoucký (* 29. června 1729)
- 16. října – Jan Václav Prchal, sochař (* 17. dubna 1744)
- ? – Kryštof Seckel, malíř architektur (* 1725)

### Svět
- 21. ledna – Jean-François Chalgrin, francouzský architekt, autor Vítězného oblouku (* 1739)
- 16. února – Vicente Requeno, španělský archeolog (* 4. července 1743)
- 24. února – György Bessenyei, maďarský spisovatel, filosof a dramatik (* 1747)
- 7. března – Juraj Fándly, slovenský spisovatel a entomolog (* 21. října 1750)
- 14. března – Augustus Fitzroy, britský státník (* 28. září 1735)
- 19. března – Antoine-Éléonor-Léon Leclerc de Juigné, francouzský arcibiskup (* 2. listopadu 1728)
- 7. dubna – Dositej Obradović, srbský osvícenec, reformátor a spisovatel (* 17. února 1742)
- 12. dubna – D'Ewes Coke, anglický farmář, uhlobaron a filantrop (* 1747)
- 10. června – Karel Fridrich Bádenský, badenský markrabě a první velkovévoda (* 22. listopadu 1728)
- 28. července – Abraham Abramson, pruský razič mincí (* asi 1754)
- 29. července – William Cavendish, 5. vévoda z Devonshiru, britský šlechtic a politik (* 14. prosince 1748)
- 30. července – Miguel Hidalgo y Costilla, kněz, vůdce mexické války za nezávislost (* 8. května 1753)
- 31. srpna – Louis Antoine de Bougainville, francouzský mořeplavec (* 11. listopadu 1729)
- 6. září – Johann Georg Lehmann, saský geodet, topograf a kartograf (* 11. května 1765)
- 8. září – Peter Simon Pallas, německý zoolog a botanik (* 22. září 1741)
- 12. září – Antonín Theodor Colloredo-Waldsee, arcibiskup olomoucký a český kardinál (* 29. června 1729)
- 30. září – Thomas Percy, anglický básník (* 13. dubna 1729)
- 26. října – Norbert Schreier, slovenský teolog, filosof a hebraista (* 29. dubna 1744)
- 21. listopadu – Heinrich von Kleist, německý dramatik a básník (* 18. října 1777)
- ? – Antoine René Boucher, francouzský politik (* 17. prosince 1730)
- ? – Benjamin Vulliamy, anglický hodinář (* 1747)

## Hlavy států
- Francie – Napoleon Bonaparte (1799–1814)
- Osmanská říše – Mahmut II. (1808–1839)
- Prusko – Fridrich Vilém III. (1797–1840)
- Rakouské císařství – František I. (1792–1835)
- Rusko – Alexandr I. (1801–1825)
- Spojené království – Jiří III. (1760–1820)
- Španělsko – Josef Bonaparte (1808–1813)
- Švédsko – Karel XIII. (1809–1818)
- USA – James Madison (1809–1817)
- Papež – Pius VII. (1800–1823)
- Japonsko – Kókaku (1780–1817)